# لیندسی (دهانه)
لیندسی یک دهانه برخوردی در ماه‌ است.